# 北海道こども博覧会
北海道こども博覧会（ほっかいどうこどもはくらんかい）は、1978年に北海道釧路市の釧路西港で開催された博覧会。

## 概要
北海道開道110年と現教育制度施行30年を記念し、200カイリ問題など北海道の直面する変革の新時代に対処するべく開催され道東地方では初の博覧会開催となった。規模が小さかったので独立したパピリオンとはならなかったが、旧ソ連関連の物産や同国観光情報紹介などを扱った「白樺（「ベリョースカ白樺」運営）」など外国館機能も併せ持つパピリオン施設も含む。
- テーマ：郷土を拓く親と子の広場[1]
- サブテーマ：海-その夢と逞しい力[1]
- 会場：釧路西港第一埠頭（総面積64,200平米[2]・展示会場44,000平米[3]）
- 開催期間：1978年（昭和53年）7月1日（土） - 8月20日（日）
- 来場者数：401,070人[2]
- 主催：北海道こども博覧会実行委員会（北海道、釧路市、釧路新聞社）[4]
- 主管：釧路新聞社[4]
- 後援：北海道、釧路市、農林水産省、運輸省、防衛庁、北海道開発庁、日本国有鉄道、日本電信電話公社、日本放送協会、北海道商工会議所連合会、北海道観光連盟、北海道教育委員会、釧路商工会議所、道東5市・町村会[4]
- シンボルマーク - 北海道を表す青の菱形の中心に親を示す大きい人型と両脇に子供を表す頭部をオレンジとした小さな人型を組み合わせ未来を目指し進む親子を躍動的に表した[5]。
- 入場料[6]
  - 前売券：大人600円、小中学生400円、幼児（3歳以上）200円
  - 当日券：大人700円、小中学生500円、幼児300円
  - 団体（30人以上）：小中学生300円、幼児200円
  - 前売り券にはプレゼント抽選券が付属し、全日本空輸・カタヤマホームセンター・青木商会・道東東芝商品販売・道東三菱電機商品販売・釧路日立家電・敷島商会・釧路ヤクルト・資生堂釧路販売・エスビー食品・味の素・日本航空・サッポロビール・北海道コカ・コーラボトリング・講談社・三井農林の協賛で会期中3回の抽選で計1200名のプレゼントを実施[7]。東京宇宙博への空の旅やカラーテレビをメイン景品に[2][7]、各回につき特等全日空宇宙博旅行10本・1等家電1本（7月19日第1回は冷蔵庫[8]・8月6日抽選の2回目はカラーテレビほか）・2等食卓5点セット・自転車のうち1つを3本・3等電気オーブン6本・4等福司日本酒・サッポロビール券・エスビー食品カレーギフトセット・化粧品セットのうち1つを30本・5等博覧会児童画集または記念ハンカチ・絵葉書セットを300本[9][10]。
- 役員[11]
  - 総裁：堂垣内尚弘（北海道知事）
  - 副総裁：鰐淵俊之（釧路市長）
  - 会長・実行委員会委員長：片山睦三（釧路新聞社社長）
  - 副会長：橿原泰明（北海道副知事）、中川利若（北海道教育委員会教育長）、渡辺源司（釧路商工会議所会頭）、永尾慶吉（釧路市助役）
  - 実行委員会副委員長：相馬雅幸（北海道青少年婦人事務局長）、坂本茂（釧路市企画室長）、平川剛喜（釧路新聞社常務取締役）
  - 事務局長：佐川和美（釧路新聞社東京支社長）

## パビリオン・施設
- 世界のこども・ロボット館（世界こども館） - 子どもたちの目を広く世界に向け国際感覚を養う[12]。
  - 協賛：北海道教育委員会、ぺんてる、神奈川県立青少年センター、東京読売巨人軍、釧路発明工夫教育研究会、遊びの学校実行委員会、釧路子供会育成連絡協議会、協和
  - ロボット展示 - ラジコンロボ、カメラロボ、モデルロボ、投手・打者・捕手の野球ロボ3体などを展示[12]。
  - ぺんてる - 世界40カ国と北海道内から寄せられた児童絵画展を開催[12]、50数点を展示[13]。
  - 神奈川県立青少年センター - 世界66カ国の人形を展示[12]、センター外部での展示は初となった[13]。
  - 発明くふう展 - 万能ローソク立てなどの子供の創意による発明アイデアを紹介[12]。
  - 東京読売巨人軍 - 1976年セ・リーグ優勝時のペナントやトロフィー[12]、長嶋茂雄・王貞治の実使用ユニフォーム、日本シリーズ優勝トロフィーなどを展示[13]。
  - 記念寄せ書き板 - 博覧会を訪れた来賓が書き記した子供達へのメッセージを掲示する[14]。
- ふるさと館 - 開拓の歴史と現在と北海道の未来像を展望する[15]。
  - 協賛：北海道開拓記念館移動館、釧路市、根室市、北見市、網走市、紋別市、弟子屈町、厚岸町、阿寒町、標茶町、白糠町、音別町、浜中町、鶴居村、網走市立郷土博物館、田村英雄[15]
    - 道東各市町村ブース[15]
      - 釧路市：「釧路湿原と観光物産」と題し幣舞橋のオブジェや同橋に設置された作品のミニブロンズ像やタンチョウの剥製などを展示。
      - 根室市：水産品や乳製品を展示。
      - 厚岸町：漁船の模型と前浜の魚の水槽を展示。
      - 帯広市：「青い空 水と空気がおいしい・・・おびひろ」と題し幸福駅周辺の観光情報パネルやラーメン・メークインといった食品などを展示。
      - 白糠町：「豊かさを感じる地域社会の創造」と題し町内のパノラマ模型や坂の丘公園の太陽の手オブジェの模型を展示。
      - 網走市：「網走で見つけた北海道」と題しニポポ人形等を展示。
      - 浜中町：「開基100年のまち」と題し木の舟の上に海産物や畜産物を配置。
      - 紋別市：流氷の写真ポスターや缶詰などを展示。
      - 阿寒町：マリモの特別出展や木彫りの熊などを展示。
      - 鶴居村：牛の放牧の写真パネルを背景にタンチョウの剥製などを展示。
      - 弟子屈町：温泉地熱の多目的利用の紹介や[16]、硫黄山の大型写真パネルなどを展示。
      - 標茶町：ウサギをはじめとした動物の模型などを展示。
      - 音別町：酪農等の写真パネルやパノラマ模型を展示。

    - 北海道開拓記念館移動館 - 先史時代・和人が北海道に接触を開始した開拓曙光時代から江戸時代・明治の本格開拓期・戦前期・戦後期に分け生産・生活用具の展示で綴る。ナウマンゾウと戦う先住民族の壁画、南方から渡った先住民族の埋蔵文化財、開拓期の農機具、太平洋戦争中の日常生活の復元、10年後の未来を望む6面スライドスクリーン等を展示[15]。
- 生活科学館 - あすの世界をより豊かにより明るくするための展示館[17]。
  - 協賛：日本電信電話公社、釧路鉄道管理局、北海道電力、松下電器産業、近海郵船、東亜国内航空、日産自動車宇宙航空事業部、日本鋼管、川崎重工、弟子屈町
  - 国鉄コーナー - 大阪交通科学館から持ち込まれた長さ9.5mの0系新幹線前頭部の実物大模型や回転ロータリー車・義経号・D51・12両編成の新幹線ひかり号・リニアモーターカーの20分の1模型などを展示するとともに、博覧会記念の急行券や幸福-愛国間1千万枚記念乗車券を販売[17]。新幹線模型は閉幕後釧路市動物園に移設された。
  - 北電コーナー - 発電所から家庭までのパノラマ模型「電気がお宅にとどくまで」や、水力発電所と原子力発電所の模型で電気の仕組みを紹介[17]、省エネルギーや電気の正しい使い方のPR、60インチの大型ワイドテレビによる西遊記やマジンガーZのビデオ放映「ほくでんこども劇場」も実施[16]。
  - ナショナル・オーディオ - 電子オルガン「テクニトーン」の実演や[17]、60インチの大型カラーテレビ展示やビデオカメラ撮影を交えたカラオケコーナー[18]、特設ステージでのちびっこカラオケ大会を展開[17]。
  - 近海郵船「郵船フェリー」 - 釧路港-東京港間のフェリー航路図パネルやカーフェリー・コンテナ船の模型を展示[17]。
  - 東亜国内航空 - 釧路空港-東京国際空港間に就航するマクドネル・ダグラス DC-9の模型や、コクピット・タイヤなどの部品類を展示[17]。
  - 日産自動車宇宙航空事業部 - 気象観測ロケットMT-135Pを展示[17]。
  - 日本鋼管 - 南極観測船「ふじ」の模型や潜水観光船などのパネルを展示[17]。
  - 日本電信電話公社「でんでんコーナー」- コンピューター端末を使った運勢判断やゴルフ診断、キャラクターディスプレーの実演、プッシュホンによる計算やテレコントロール、テレビ電話コーナー、デルビル式電話機などの電話機のルーツ、電話の繋がる仕組みのパネル、電話を掛ける人々の写真パネルを展開[17]。
- 200カイリ館 - 200カイリ時代を迎えた北海道漁業の課題と可能性を探る[19]。出入り口は純白の灯台のモチーフとし、博覧会のシンボルともなった[19]。
  - 協賛：釧路市漁業協同組合、釧路市東部漁業協同組合、釧路水産物仲買組合、釧路水産協会、根室市、標津町、北海道立釧路水産試験場、水産庁北海道区水産研究所、水産庁北海道さけますふ化場根室支場、北海道水産会、北海道開拓記念館、北海道漁船海難防止センター、北洋水産資源開発センター、北方領土復帰同盟、釧路海上保安部、釧路航路標識事務所、釧路青年会議所、北海道教育大学釧路分校、函館製網船具、北海綜合電機、日本無線、ヤマハモータース、堀松建設工業、浜屋水産、金井漁業、昭和漁業、金城漁業、藤倉ゴム、日本油脂札幌支店、ライフガード、森仁、平野禎邦[19]
  - 標津町提供の2トン水槽5基に約50種の海水・淡水魚を展示するミニ水族館[20]、釧路港を基地とする各種漁船の模型、北方領土の50万分の1地形模型、北海道の開発計画のパノラマを中心に据え周囲に200カイリ時代の解説パネルを配した発展計画大パノラマ、北転船のブリッジ機器の実物展示、各種漁網、日米ソの200カイリラインをランプで示した北洋海域大パネル、深海漁業パノラマ模型、天皇海山の魚たちパネル、第一管区海上保安部の部署配置図と灯台や巡視船の模型、救命いかだやSOSブイなどの救難装具展示、北方領土復帰同盟による千島の番屋の再現、昆布採取船と長昆布の展示、地元水産加工品の展示を展開[19]。
- 産業館 - 郷土産業のたくましさに肌で触れ合う展示館[21]。
  - 太平洋炭礦 - 海底下600mの採炭切刃を再現した自走枠とドラムカッターによるSD採炭の紹介、2トンの石炭大塊、坑内パノラマ模型を展示[21]。
  - 十條製紙 - 「くらしの中の十條製紙」をテーマに製紙工程の紹介や日本国内100紙・世界26カ国の新聞の展示、幅6.5mの新聞用紙の巻取り、教科書・雑誌・タバコ巻紙・クッションフロア・運搬車などの紙製品の紹介やノーカーボン複写紙の体験ブース[21]、全長3mの製紙設備模型などを展示[16]。
  - 本州製紙 - 「紙の心をたいせつに」をテーマに釧路工場のパノラマ模型や製紙工程の紹介パネル、段ボール生産の実演、木材チップ船「本州丸」の模型、ダンボール製の遊具を集めた森林公園スペース[21]、全長5mの製紙設備模型などを展示[16]。
  - 日本航空 - ホノルルやニューヨークなど世界各地のポスターを展示[21]。
  - 小西六写真工業 - コニカのカメラの歴史を紹介[21]、明治10年の木製カメラボディから現代までの25台を展示[18]。
  - 大塚製薬 - 釧路工場の俯瞰図、オロナミンC、ボンカレー、薬品類、読売ジャイアンツ選手の写真パネルや森光子のポスターを展示[21]。
  - 自衛隊広報コーナー - 防衛大学校・海上自衛隊の制服や各種兵器写真・組織配置図のパネルを展示[21]。
  - フジカラー釧路現像所 - カラー写真自動現像機の実演を展開[21]。
  - こども博覧会記念アマチュア無線局 - 「JA8ZF7」のコールサインで[22]、交信機6台を用い期間中全国約2000局と交信し人命救助の支援も行った[21]。
  - ニッカウヰスキー - 草刈正雄とポール・アンカの写真パネルを背景にBLACK-50やG&Gなどの各種ウイスキー製品を展示[21]。
  - 釧豆食品協同組合 - 豆腐の製造過程やこんにゃく粉などを紹介[21]。
  - リッカーミシン - 電子ミシン5台の展示実演を展開[21]。
- モデルハウス「興発こども館」 - 太平洋興発による赤い三角屋根に風見鶏をあしらったメルヘン風のモデルハウス。小学生・中学生・高校生それぞれにふさわしい設計の子供部屋インテリアと釧路市の姉妹都市ホルムスク・バーナビーから寄せられた児童画を展示した[23]。
- 自動車広場 - 車と人の触れ合いの場として新旧の自動車を展示[24]。
  - 協賛：釧路自動車販売店協会（釧路スズキ青木商会、道東いすゞモーター釧路支店、釧路スバル自動車、道東ダイハツ販売、釧路トヨタ自動車、日産ディーゼル道東販売釧路支店、釧路トヨペット、東北海道いすゞ自動車釧路支店、釧路日産自動車、東北海道日野自動車、釧路ホンダモーター、東北海道三菱自動車販売、本田技研工業札幌営業所、トヨタオート釧路、北海道マツダ販売釧路支店、トヨタカローラ釧路、マツダオート道東）[24]
  - 国産第一号自動車三菱・A型、トヨタ・7、トヨタ・2000GT、ダットサンスポーツDC-3といった名車・クラシックカーや、スーパーカー・未来の車などを展示するとともに、ミニバッテリーカーによる交通安全企画やローラースルーGOGOの体験会などを展開[24]。
  - 自動車映画館 - 海上コンテナを用いて約20席を設け[25]、サファリラリーやモーターショー等の記録映像や交通安全啓発などの映像を上映[26]。
  - 特設ステージ - クイズ、ゲーム、ジャッカー電撃隊スペードマシーンの展示、ピンク・レディー物まねコンクール[24]、ラジコンカー競技会、プラモデル教室といったイベントを開催[27]。
- 農業館 - 道東の酪農の実態や畑作の紹介や米の消費拡大のPRを通じ北海道農業のあり方を考える展示館[28]。
  - 協賛：北海道農業協同組合中央会、北海道信用農業協同組合連合会、ホクレン農業協同組合連合会、北海道共済農業協同組合連合会、北海道厚生農業協同組合連合会、釧路・根室地区農業協同組合長会、釧路・根室地区酪農対策協議会、釧路・根室・十勝・北見管内各農業協同組合[28]
  - 酪農の現状紹介パネル、牧場のパノラマ模型、牛乳と米のパネル展示や卵や牛乳の製品展示、小豆や大豆などの特産作物のミニ畑鉢植えなどを展開[28]。
- 児童画コンクール「私たちのまち」展示板 - 博覧会への子供たちの積極的な参加を目的に全道100小中学校に依頼し寄せられた大型児童画を中央広場にて150mに渡り展示[29]。
- 街路樹 - 帯広営林局提供の元トドマツやシラカバなど針葉樹と広葉樹を程よく植え込んだ[30]。
- ファミリー動物園 - 子馬・子牛・子羊・エゾシカを飼育、またアヒル・クジャク・尾長鳥・猿・ウサギなどを飼育する子供動物園を併設。7月14日にはエゾシカが出産し公募で「ランちゃん」と名付けられた[30]。
- 野外特設ステージ - ラジオ生放送や人形劇などの各種イベントを開催[31]。
  - 協賛：雪印、サッポロビール、コカ・コーラボトリング、釧路専門店会、釧路優良商店会、太平洋製作所、釧路臨港鉄道、資生堂、釧路製作所、釧路ガス、三総グループ[31]
- 臨時郵便局 - 釧路郵便局と釧路西郵便局が郵便番号10周年を記念し設置、記念絵葉書やスタンプを展開[32]。
- 神社 - 厳島神社の分霊を祀った[32]。
- スナック・売店
  - スナック出店：美奈味、ヒダリウマ、霧の家、グリンパーラー、丸惣、ジロー、くしろ味覚、レストランマウンド、軽食喫茶ポパイ、森川不動産、まつだ食品、やなぎ、喫茶バルカン、田舎屋、トキワグリル、三松食堂[32]
    - トウキビ・あさり汁・おにぎり・カレー南蛮・アイスコーヒー・ジュースなどを提供する「軽食喫茶ポパイ」をはじめ「レストランマウンド」などプレハブ建築で数店を配置。

  - 売店出店：ボンフォトサービス、法月、イズヤパン、スーパー国枝、我満、丸惣、涌井民芸店、釧路雪販、清水商店、ナシオ、日本教育システム、ヤクルト、大谷商事、フジカラー、望月商事、巨人軍コーナー、楽焼コーナー[32]
    - 楽焼コーナーでは湯呑や皿や灰皿への絵付け体験が行われた[33]。

  - 記念品コーナー - バッグ、博覧会や釧路周辺の風景を収めた写真絵葉書セット、地元画家の原画によるハンカチセットなどを販売[33]。
- プレイランド[34]
  - ジェットコースター「しおかぜ号」 - 全長360m・4両編成24名乗り[34]。道東地方では初の設置、名称は公募で決められた[5]。
  - モノレール - 地上7m・全長300m[34]。
  - チェーンタワー - 32人乗り[34]
  - ミニクラシックカー[34]
  - 大型ロボット「ビッグファイター」 - 高さ6m[34]。
  - トラバンド[34]
  - フワフワネッシー[34]
  - スリラー館[34]
  - ミニミニSL[34]
  - ミニSL列車[34]
  - ゲームコーナー[34]
  - こども広場 - 遊びの学校から提供された竹馬・輪回し・缶ぽっくりといった手作りの遊具を展開[34]。
- ミニバイクコース - 1周60m、本田技研工業提供[35]。
  - 大観覧車 - 高さ30m[34]、定員72名。当初はくしろデパート屋上遊園地「メリーランド」にて設置されていた。
  - T-34練習機「はつかぜ」[34]
- 噴水広場 - 円形の噴水を緑と花壇とベンチで囲んだ[36]

## 公式アマチュア無線局
会期中は、会場内にアマチュア無線局が開局され、「JA8ZHZ」というコールサインを使用している。

## 主なイベント
- STVラジオ「フレッシュ・サウンド・イン・くしろ」公開生放送（7月9日）[7][31] - 庄野真代、シグナルがゲスト出演[37]。
- 陸上自衛隊第5師団音楽隊吹奏楽演奏（7月16日・8月6日）[7]
- NHK「ほっかいどう7・30 こども博ホントにホント?」公開録画（7月17日）[7] - 司会：古屋和雄[38]
- ダンガードAロボットショー（7月29日）[7]
- 小林豊子きもの学院「きものきつけショー」（7月29・30日、8月12・13日）[7] - 入場者に抽選で和装小物・帯締め・袋物がプレゼントされた[39]。
- 陸上自衛隊第五音楽隊演奏会（8月6日）[40]
- 日本大学吹奏楽研究会「グランド・ドリル演奏」（8月9日）[7]
- HBCチビッ子広場「歌のおばさん松田トシといっしょ」「カラオケ優勝者大会」（8月13日）[7] - 公開録音として9月3日にHBCラジオで放送[41]
- 海上自衛隊大湊音楽隊吹奏楽演奏（8月18日）[7][42]
- 三角くじ抽選会（8月19-20日） - 東京宇宙博の旅や自転車、食卓5点セット、博覧会記念ハンカチ・絵葉書などがプレゼントされた[43][42]。
- 芽室町とうきび原価セール（8月19日-20日）[44]
- リッカーミシン「ラッキープレゼント抽選会」（8月6日[45]・8月20日[7]） - 電子ミシンや記念品がプレゼントされた[46]

自動車広場
- 未来カーアイデアイラストコンテスト（7月21日・8月13日審査） - 未来の自動車のアイデアを募集する児童画コンテスト[26]。
- ミニレーシング教室（7月15・16日、8月5・6日）[26]
- プラモデル教室（7月30日・8月16日）[26]
- 運転適性診断（7月15・16日・29・30日）[26]
- 交通安全教室（7月22・23日、8月12・13日）[26]
- 三菱自動車「三菱フェア」（7月9日）[37][7]
- トヨタ自動車・釧路警察署「よい子の交通安全まつり」[7]（7月22-23日）[47] - ペリーヌ物語ショーを交えて交通安全を啓発[48]。
- いすゞフェアー（8月19日-20日）[42]
- 北海道マツダ販売・マツダオート道東「マツダフェア」（8月12・13日）[7][49]。

## 沿革
- 1977年
  - 夏季 - 釧路新聞社が博覧会の開催検討を開始[1]。
- 1978年
  - 1月1日 - 釧路新聞の社告にて博覧会開催を発表[50]。
  - 1月10日 - 釧路新聞社社内に事務局を設置[20]。
  - 5月20日 - 起工式開催[7]。
  - 6月 - 道東25市町村にてPRキャラバンを実施[51]。
  - 6月中旬 - 事務局を釧路西港会場に移転[20]。
  - 7月1日 - 午前10時から釧路市北大通での実行委員・ミスこども博・釧路市消防音楽隊による開幕パレードの後、午後1時から開会式を開催し中央広場で式典を行い片山釧路新聞社社長・堂垣内道知事・鰐淵釧路市長・岡田利春衆院議員・子供代表の小学6年男女各1名によるテープカットを実施しファンファーレとともに陸上自衛隊の飛行機や6機のヘリコプターの編隊旋回飛行が行われた[52]。陸上自衛隊第5師団音楽隊と釧路市消防音楽隊が演奏を行い、午後2時より一般入場を開始[52]。
  - 7月6日 - 敷地内の神社にて安全祈願祭を実施[7]。
  - 7月11日 - 北海道電力四ツ柳高茂社長が来訪[53]。
  - 7月22日 - ドクトル・チエコ、伴淳三郎が来訪[14]。
  - 7月23日 - 中川一郎農林水産大臣が来訪[54]。
  - 8月20日 - 最終日に期間中最大の24,898名が入場[55]、午後6時より閉会式を実施し片山釧路新聞社社長の挨拶やミスこども博による国旗・博覧会旗降納[56]、乾杯を行った[55]。
  - 8月21日 - 撤収作業開始[57]。

## 会期終了後
会場跡地には釧路サイロ、三ツ輪運輸西港2号サイロ、三昭釧路支店、釧路市上屋西区6号～8号といった港湾施設が整備された。
遊具施設は釧路市動物園に移設されたが、その後ジェットコースターはSLコースターにリニューアルされた後エキスポランドでのジェットコースター「風神雷神II」脱輪事故を受け厳格化された検査基準への適合が困難なことや、同園基本構想「遊具のコンパクト化」の方針に則り2009年に休止され2010年11月には軌道レールごと撤去された。また小型モノレールについても電源を要しない2人乗りのサイクルモノレールに切り替えられている。